# Centuries
Centuries (estilizada como "Cen†uries") é uma canção da banda de rock americana Fall Out Boy, lançada em 9 de setembro de 2014 como primeiro single do sexto álbum de estúdio da banda, intitulado American Beauty/American Psycho, lançado no ano de 2015. A canção alcançou o número 10 na tabela americana e obteve três certificações platinas pela RIAA (três milhões de cópias vendidas). No Reino Unido, a canção alcançou o topo na tabela de Rock e de Metal. Centuries é o quarto top dez da banda e já foi apresentada em diversos programas televisivos além de ser tema oficial de programas esportivos da emissora ESPN.

## Antecedentes e lançamento
"Centuries" foi escrita pelos integrantes da banda, J. R. Rotem, Justin Tranter e Raja Kumari no meio de 2014 e produzida por Rotem. A canção foi gravada na cidade de Los Angeles. A ideia da canção veio de Patrick durante a "Monumentour", turnê em parceria com a banda americana Paramore. Em uma entrevista a revista britânica Kerrang!, Pete descreveu a ideia da música como "a história de David x Golias" e continuou dizendo "nós queríamos escrever uma canção que empoderasse pessoas que são um pouco esquisitas."
A canção contem um sample da canção "Tom's Diner" da cantora americana Suzanne Vega, regravado pela cantora americana Lolo para o refrão da faixa. Patrick descreveu o uso do sample como um agradecimento a canção de Suzanne, um som que a banda quis "reinjetar" na cultura popular, segundo Pete.
No dia 4 de setembro de 2014, alguns dias após o fim da turnê com a banda Paramore, a banda lançou no Youtube um teaser revelando o nome da canção em código Morse. No dia 8 de setembro, a canção foi lançada no programa BBC Radio 1 e no dia 9 de setembro, lançada para compra na iTunes Store.
Em maio de 2015, a canção foi lançada na edição de número 54 da coletânea Now!.

## Recepção da crítica
"Centuries" recebeu críticas favoráveis. MTV descreveu a canção como "o último grito de guerra de uma faixa", enquanto a Under the Gun disse sobre a canção que "alcança outro nível na evolução da banda de gigantes do pop punk para genuínos pop stars".
Vidette disse que a canção "mostra uma energia pop e certamente não reflete muito os primeiros álbuns da banda, como o primeiro trabalho Take This to Your Grave." e ainda completa dizendo que "a banda está no meio de uma evolução musical, famintos para explorar cada fim do espectro. Fall Out Boy nunca está confinado a um único gênero." Já o site B-Sides on Air afirmou que a banda "entregou um[a canção] pop punk cativante que as pessoas podem explodir no volume mais alto do carro no caminho de casa para o trabalho."

## Vídeo musical
O vídeo oficial da música foi lançado em 17 de outubro de 2014, com os integrantes interpretando gladiadores em uma batalha, provavelmente num cenário da Roma Antiga. O vídeo conta com cenas de imagens cristãs e elementos temáticos, incluindo uma cena de uma figura crucificada, a utilização de um estilingue para acertar o adversário na testa, uma referência a história de Davi e Golias, a figura de um homem representado o Papa e outro representado um anjo disfarçado de humano, entre outras.
O vídeo foi gravado no Fort Henry National Historic Site em Kingston, cidade da província de Ontário, no Canadá. O "gigante" do vídeo é interpretado pelo ator canadense Jon Ambrose e os dublês dos integrantes são Simu Liu, Ben Devries, Sebastian Deery e Paul Ebejer. Antes do lançamento do vídeo oficial, a banda lançou um vídeo para a canção filmado na cidade de Chicago usando o aplicativo "Hyperlapse" em 8 de setembro de 2014.

## Desempenho comercial
"Centuries" estreou na parada americana, a Billboard Hot 100, na posição 22 e no número 4 na tabela Digital Songs com 133 cópias vendidas na primeira semana. A canção também estreou na posição de número 2 na Rock Songs e na posição 14 na Alternative Songs. Em dezembro de 2014, a banda atingiu com a canção a sua terceira posição mais alta na tabela de música alternativa, atingindo a posição número 4. Na Mainstream Pop Songs a banda alcançou a posição 16 em janeiro de 2015. Já na Hot 100, a canção atingiu sua melhor posição no número 10 na sua vigésima semana, em Fevereiro, na mesma semana em que o álbum estreava nas tabelas americanas. A canção se tornou o primeiro top 10 da banda nos Estados Unidos depois de oito anos, quando "This Ain't a Scene, It's an Arms Race" alcançou a posição de número 2 em 2007. "Centuries" também atingiu a posição 13 na tabela "Pop Songs"
"Centuries" esteve no top 20 da Hot 100 por vinte semanas consecutivas e vinte e duas semanas consecutivas na posição 2 da Hot Rock Songs. A faixa obteve três certificações platinas pela RIAA.
Na Austrália, a canção estreou na posição 59, tendo sua melhor posição na semana seguinte, no número 55. No Canadá estreou na posição 36, mas conseguiu alcançar, posteriormente, a posição 26. No Reino Unido fez sua aparição na posição 22.

## Apresentações ao vivo e uso em mídias
Fall Out Boy apresentou a canção pela primeira vez ao vivo no programa Jimmy Kimmel Live! no dia 17 de setembro de 2014. A segunda apresentação foi no programa The Ellen DeGeneres Show juntamente com a cantora Suzanne Vega em 29 de outubro de 2014. Centuries também foi apresentada no Jogo das Estrelas da National Hockey League de 2015, na Nationwide Arena, em Columbus, Ohio durante o intervalo. Em abril de 2015, a banda apresentou a canção em Chicago, no estádio Wrigley Field para a abertura dos jogos da "Major League Baseball Season" de 2015. A apresentação foi televisionada pelo canal ESPN2 como parte de sua cobertura. Em 12 de abril a banda também cantou a canção ao vivo no MTV Movie Awards de 2015.
Em 10 de setembro de 2014, a ESPN anunciou que a canção seria o "hino" oficial do "College Football Playoff". A canção foi apresentada durante toda a temporada. A música foi tocada, pelo menos, 45 vezes em 3 partidas e durante uma entrevista a FoxSports.com a banda se desculpou pela superexposição da canção. A música também foi usada como tema oficial do décimo quinto aniversário do programa WWE SmackDown, da WWE. .

## Lista de faixas
| Centuries |             |         |  |
| N.º       | Título      | Duração |  |
| 1.        | "Centuries" | 3:51    |  |

## Desempenho nas tabelas
| Tabela musical (2014-15)                   | Melhor posição |
| ------------------------------------------ | -------------- |
| Alemanha (Media Control Charts)            | 71             |
| Austrália (ARIA Charts)                    | 55             |
| Áustria (Ö3 Austria Top 40)                | 62             |
| Bélgica (Ultratop 50 de Flandres)          | 68             |
| Canadá (Canadian Hot 100)                  | 26             |
| Colômbia (National Report Rock)            | 4              |
| Eslováquia (Radio Top 100)                 | 44             |
| Eslováquia (Singles Digital Top 100)       | 15             |
| Estados Unidos (Billboard Hot 100)         | 10             |
| Estados Unidos (Rock Airplay)              | 8              |
| Estados Unidos (Rock Digital Songs)        | 1              |
| Estados Unidos (Mainstream Rock Songs)     | 33             |
| Estados Unidos (Adult Pop Songs)           | 9              |
| Estados Unidos (Hot Rock Songs)            | 2              |
| Estados Unidos (Adult Contemporary)        | 26             |
| Irlanda (Irish Recorded Music Association) | 59             |
| Nova Zelândia (NZ Top 40 Singles)          | 32             |
| Reino Unido (UK Singles Chart)             | 22             |
| Reino Unido (UK Rock Chart)                | 1              |
| Chéquia (Rádio Top 100)                    | 19             |
| Chéquia (Singles Digitál Top 100)          | 13             |
| Suécia (Sverigetopplistan)                 | 60             |

| Tabela musical (2014)              | Melhor posição |
| ---------------------------------- | -------------- |
| Estados Unidos (Hot Rock Songs)    | 19             |
| Estados Unidos (Alternative Songs) | 38             |

## Certificações
| País                  | Certificação | Vendas      |
| --------------------- | ------------ | ----------- |
| Estados Unidos (RIAA) | 3× Platina   | + 3.000.000 |
| Reino Unido (BPI)     | Prata        | + 200.000   |

## Histórico de lançamento
| País        | Data                  | Formato                | Gravadora      | Ref.   |
| ----------- | --------------------- | ---------------------- | -------------- | ------ |
| Reino Unido | 8 de setembro de 2014 | Contemporary Hit Radio | Island Records | [ 68 ] |
| Mundo       | 9 de setembro de 2014 | Download digital       | Island Records | [ 41 ] |